# El Cantó
El Cantó és una entitat de població pertanyent al municipi de la Favanella, situat en la comarca de l'Oriental, en la Regió de Múrcia, en la qual es parla el valencià. Limita a l'Est amb el municipi alacantí de L'Alguenya.
Aquest fet fa que estigui íntimament lligada a la Serra del Carxe.